# Arapiraca
Arapiraca je grad u Brazilu. Nalazi se u saveznoj državi Alagoas. Prema procjeni iz 2007. u gradu je živjelo 202.147 stanovnika.

## Stanovništvo
Prema procjeni iz 2007. u gradu je živjelo 202.147 stanovnika.
| 1991.   | 2000.   |
| ------- | ------- |
| 164.921 | 186.466 |

## Vanjske poveznice
- Službena stranica